# كلود أ. واتسون
كلود أ. واتسون هو محامي وسياسي أمريكي، ولد في 26 يونيو 1885 في مانتون في الولايات المتحدة، وتوفي في 1978 في لوس أنجلوس في الولايات المتحدة.